# Barraca del camí del Mas Roig XII
La Barraca del camí del Mas Roig XII és una obra del Pla de Santa Maria (Alt Camp) inclosa a l'Inventari del Patrimoni Arquitectònic de Catalunya.

## Descripció
És una barraca de planta rectangular, associada a una cisterna i orientada al sud. La coberta és de pedruscall i té un paravents amb una menjadora a la seva esquerra. Està aixecada al damunt d'un rocall.
El seu interior és rectangular i mesura 1'50m de fondària i 2'34m d'amplada. S'observa una menjadora, un cocó i una fornícula. Està coberta amb una cúpula que tanca amb lloses col·locades en angle. L'alçada màxima és de 2'45m.